# ديفيد كينيماير
ديفيد كينيماير (بالإنجليزية: David Kannemeyer)‏ (8 يوليو 1977 كيب تاون جنوب أفريقيا - ) هو لاعب كرة قدم جنوب أفريقي، شارك في الألعاب الأولمبية الصيفية 2000.

## روابط خارجية
- ديفيد كينيماير على موقع قاعدة بيانات كرة القدم.إي يو (الإنجليزية)
- ديفيد كينيماير على موقع ناشيونال فوتبول تيمز (الإنجليزية)
- ديفيد كينيماير على موقع أوليمبيديا (الإنجليزية)